# Monções (expedições fluviais)

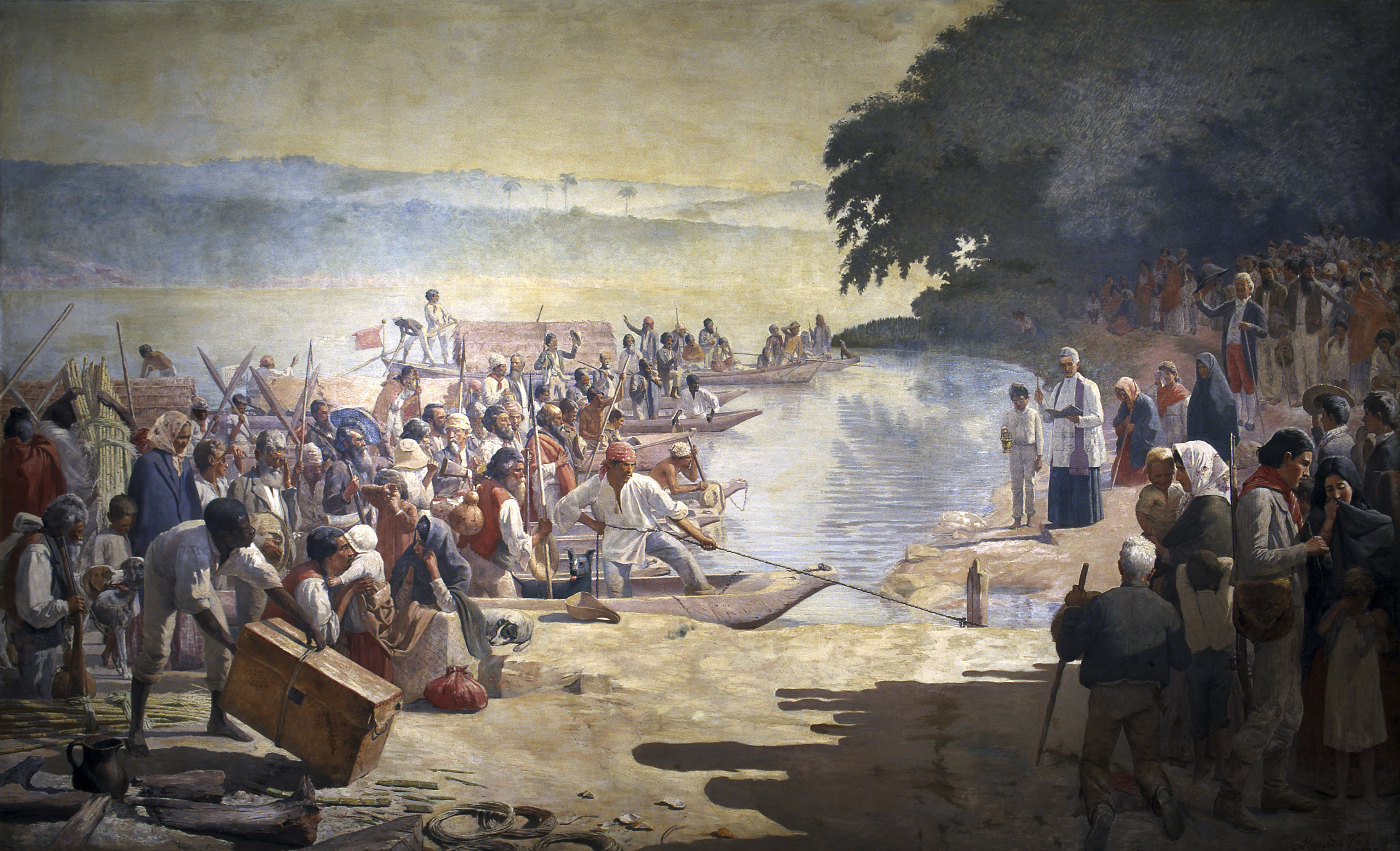
Partida da Monção, de Almeida Júnior (1897). Retratando Porto Feliz, no interior de São Paulo, durante a partida de bandeirantes em viagens fluviais pelo Rio Tietê, destaque para o naturalismo e realismo nas figuras dos sertanistas. Acervo do Museu do Ipiranga.

As chamadas monções foram expedições fluviais que, entre a segunda década do século XVIII e a primeira metade do século XIX, mantiveram contato entre a Capitania de São Paulo e a Capitania de Mato Grosso. Monção é uma palavra de origem árabe (mauasin, que significa "estação do ano em que se dá determinado fato") e é como se chamam os ventos característicos do Sudeste Asiático. A nomeação foi escolhida por determinar o período entre o final de março e o início de junho, quando acreditavam ser a melhor época para uma expedição pelo Araritaguaba, quando o nível da águas dos rios era maior. A descoberta de ouro nas regiões do rio Cuiabá foi o que impulsionou as navegações que aumentaram a comunicação com Mato Grosso.

## História
As monções foram uma continuação na história das bandeiras paulistas e tiveram um importante papel na colonização da Região Centro-Oeste. Em 1718, o bandeirante Pascoal Moreira Cabral encontrou ouro cravado pelos barrancos do rio Cuiabá, o qual continuou subindo até Forquilha, onde manteve índios com enfeites de ouro aprisionados. Junto com seus companheiros, se mantiveram no lugar em que mais tarde seria construída a Capela de São Gonçalo. Com a falta de material pra mineração, usavam as próprias mãos para cavar a terra e, mesmo assim, conseguiam tirar até duzentas oitavas de ouro. Passaram dias escavando as margens do rio Cuiabá e do rio coxipó, até que a bandeira dos irmãos Antunes chegou para socorrê-los, mas acabou se unindo aos descobridores.
Os trabalhos eram muito difíceis e os índios resistiam aos comandos dos sertanistas, o que agravava as condições do ambiente em que viviam. Em uma das batalhas contra os nativos, cinco sertanistas morreram e catorze ficaram tão feridos que precisaram ser carregados de volta ao arraial. As condições só melhoraram com a chegada da bandeira de Fernando Dias Falcão, que trouxe reposição de armamento, mantimentos e recursos para mineração, além de 130 homens de guerra. Depois que a situação melhorou, decidiram enviar Antônio Antunes Maciel a São Paulo para levar amostras de ouro e trazer ordens do serviço a Sua Majestade. Além disso, Pascoal Moreira Cabral foi nomeado guarda-mor das minas, podendo abrigar o que fosse descoberto e fazer os testes necessários.
O alvoroço em São Paulo foi tão grande, que Joseph Barbosa de Sá, principal fonte de informação desse início de mineração, escreveu: "Se aballarão muitas gentes deixando cazas, fazendas, mulheres e filhos botando-se para estes Sertoens como se fora para a terra da promissão ou o Parahyso incoberto em que Deus pos nossos primeiros paes". Por isso, quando Fernando Dias Falcão retornou a São Paulo, logo organizou uma nova monção ao Rio Coxipó, arcando com todas as despesas. Levou tudo que precisasse para aumentar o arraial, como carpinteiros e alfaiates, além de uma grande quantidade de armamento. Para isso, precisou pegar dinheiro emprestado com muitos amigos, como Braz Mendes e José Pompeu. Ao regressar ao arraial, o bandeirante foi eleito cabo maior dos mineiros, posto no qual manteve o povo unido e fez o estabelecimento prosperar, tanto que em 1723, quando retornou a São Paulo, pagou de quintos à Fazenda Real doze libras e oitenta e quatro oitavas de ouro.
Apesar dos perigos apresentados no trajeto até o sertão cuiabano, muitos aventureiros se encaminhavam ao local em busca de ouro. Em 1720, houve comboio em que todos faleceram no trajeto. No decorrer desse ano, ninguém que pegou o trajeto do rio Tietê chegou vivo ao arraial de Coxipó. Dos que chegaram vivos, em 1721, todos contavam histórias em que haviam perdido amigos, bagagens e serviçais. Todos os esforços tinham como propósito chegar ao arraial que tanto prosperava.

### As minas de Cuiabá
Em 1722, o sorocabano Miguel Sutil estava em um sítio, localizado onde atualmente é a cidade de Cuiabá, em que mantinha uma plantação de mantimentos quando ordenou que dois índios fossem a procura de mel de pau. Quando voltaram ao rancho, não tinham uma gota de mel, mas os bolsos cheios de granitos de ouro. No dia seguinte, Sutil, um companheiro e alguns escravos retornaram ao lugar onde os índios haviam achado ouro e descobriram um lugar onde havia muito do metal precioso. Dizem que, depois de trabalharem ali o dia inteiro, Miguel Sutil voltou ao sítio com meia arroba de ouro, o que equivale a aproximadamente 7,3 kg. Apesar dos descobridores tomarem cuidado, a notícia se espalhou rapidamente, o que acarretou no despovoamento do arraial de Coxipó, já que todos se dirigiram a esse novo local. Em um mês, mesmo sem ter afundado mais que meio metro no solo, as minas do Senhor Bom Jesus do Cuiabá, nome da igreja construida no local, retiraram mais de quatrocentas arrobas de ouro.
Logo, Pascoal Moreira determinou a arrecadação de um tributo real por bateias. Os mineiros deveriam pagar duas oitavas e meia anualmente, o que não era excessivo, principalmente se comparada as mesmas taxas pagas em Minas Gerais na mesma época. Quando a arrecadação foi encaminhada a São Paulo, a notícia das minas de Cuiabá geraram alvoroço o que fez centenas de paulistas e emboabas a se encaminharem para o local. O grande aumento da população no arraial cuiabano começou a atrapalhar o trabalho do guarda-mor, criando uma população sem ordem política, apesar da criação de uma espécie de senado que, além de Pascoal Moreira, contava com um escrivão, um meirinho e doze deputados.
Em 1723, o arraial passou por uma grave crise, já que quem chegava de São Paulo vinha em péssimas condições causadas pelos perigos da viagem, além disso, todos se envolveram com a mineração, ignorando a produção de mantimentos. Quando chegou maio e junho, época de colheita, eles não tinham quase nada para colher, por isso, a caça e a pesca se tornaram as principais atividades para o sustento. As poucas lavouras locais que existiam eram destinadas ao plantio de milho, feijão, abóbora e banana. A plantação de cana-de-açúcar era proibida perto de áreas de mineração de ouro, já que acreditavam que causava muita confusão na população local, A lógica daquele tempo era que a produção de cana gera a construção de engenhos de aguardente o que, segundo Rodrigo Cézar de Menezes, era "a principal causa de muitas desordens, além de ser a perdição dos negros". Isso não impediu que, em 1728, surgissem os primeiros canaviais e, em 1729, os primeiros engenhos de aguardente. Mas, diferente do que os governantes esperavam, a chegada não foi totalmente negativa, já que a bebida também servia de remédio para diversos males, como inflamações.
Mesmo com o aumento do desenvolvimento da agricultura, ainda não era o suficiente para abrigar os mais de quatro mil homens que já moravam no local, além do que, a mão de obra desses homens era muito mais lucrativa nas minas. A melhor saída para a manutenção da sedentariedade naquele lugar era a criação de animais, que se eram capazes de viver com quase nenhum trato. Os primeiros animas, porcos e galinhas, chegaram em 1723 e mais tarde, em 1727, bois e cavalos foram trazidos a Cuiabá. Mas uma seca que durou aproximadamente dois anos colocou em risco o número de pessoas que se permaneceram no Cuiabá. Em 1724, o descobridor do lugar, Miguel Sutil, já havia regressado a sua cidade natal, enquanto Fernando Dias Falcão foi embora antes de 1727. Neste ano e no seguinte, mais de mil pessoas deixaram a vila e retornaram a São Paulo ou se encaminharam as já descobertas minas de Goiás.

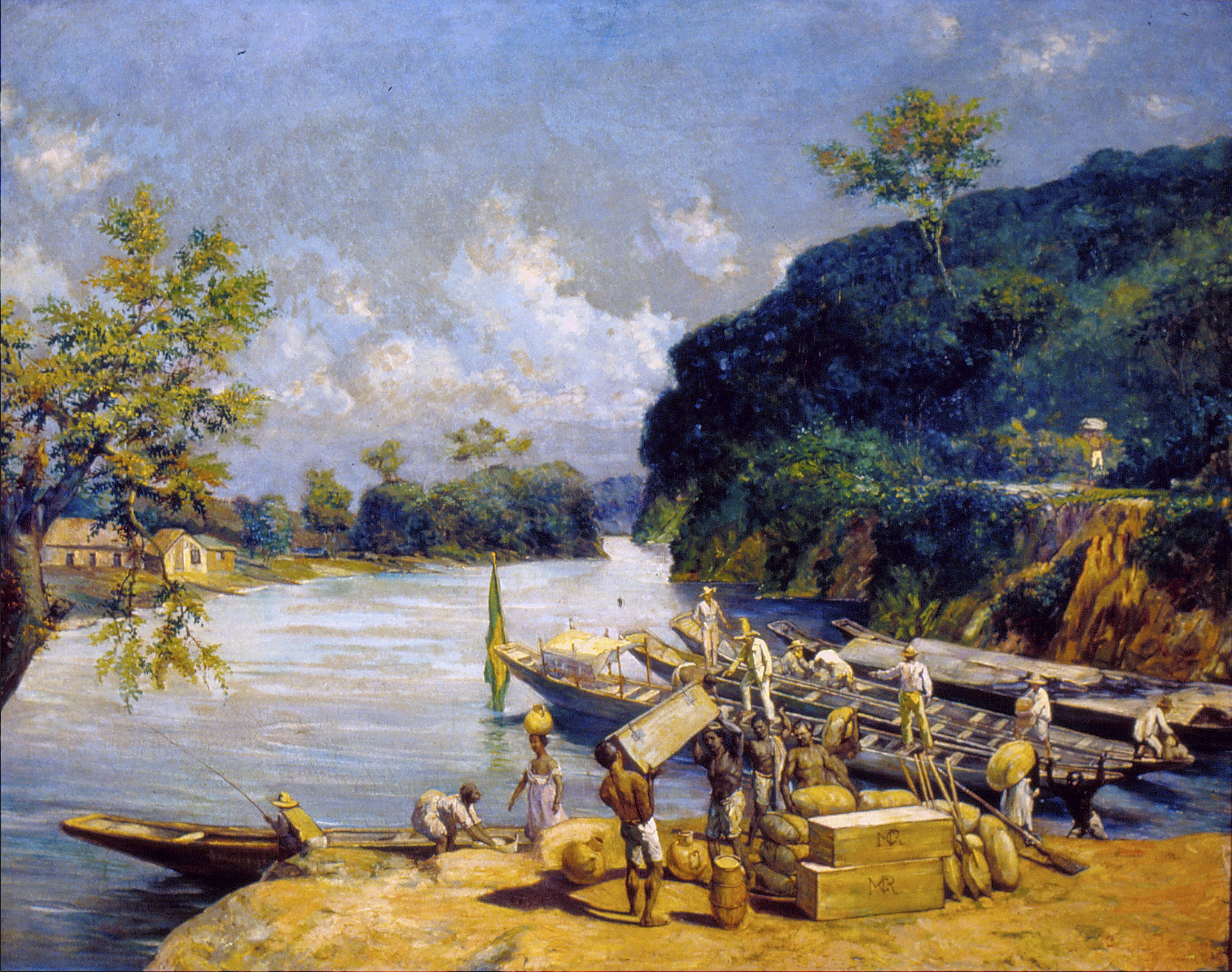
"Carga de Canoas", quadro de 1920 de Oscar Pereira da Silva, pertencente ao acervo do Museu Paulista da USP, que mostra o processo de carregamento das canoas durante as monções.

Foi nessa época que as minas de Cuiabá começaram a perder seu prestígio. Os mineiros não conseguiam achar a mesma abundancia de ouro nas profundidades da terra como haviam achado na superfície, além de que a falta de investimento para modernizar os trabalhos (como já havia acontecido em Minas Gerais) tornavam a atividade muito penosa. Para piorar, a falta de animais de carga diminuía a quantidade de mão de obra, já que era responsabilidade dos escravos carregarem grandes quantidades de terra. A medida que a extração de ouro se tornava mais rara, as taxações iam aumentando. Em março de 1724, novas regras instituíram que cada pessoa que trabalhasse nas minas, contando negros e índios, deveriam pagar três oitavas de ouro (o valor anterior era de 2,5 oitavas). As regras também diziam que cada venda teria uma taxa de onze oitavas e cada negro que chegasse no território pagaria duas oitavas. Cinco meses mais tarde, em setembro, com a baixa arrecadação, novas regras mudam as taxas para quatro oitavas por escravo, oito por cargas de secos e cinco por carga de molhados (ambas custavam dois oitavos anteriormente). Em 1728, o regime de cobrança de quintos é instituído, se tornando responsabilidade da Casa de Fundição, localizada em São Paulo.

### As minas de Mato Grosso
Com a diminuição do número de habitantes da vila de Cuiabá, os mineiros mais resistente puderam focar em melhorar o lugar. O desenvolvimento da agricultura e a melhora na relação com os índios locais, permitiu que se iniciasse uma expansão do território. A iniciativa logo ultrapassou o Planalto dos Parecis e alcançou, em Guaporé, a Bacia Amazônica. Foi nessa região que, em 1728, os irmãos sorocabanos Fernando Pais de Barros e Artur Pais encontraram novas minas, chamadas de Mato Grosso, nome que se estendeu a toda capitania onde a mina era localizada.
Tais circunstancia fazem que a trajetória dos rios continuam sendo usadas constantemente. As pessoas continuavam indo para o sertão, mas não por causa do espírito aventureiro. Por ser muito distante, o comércio era um investimento garantido, fazendo com que os comerciantes achassem que a viagem perigosa e longe (as diversidades do caminho faziam com que a viagem durasse mais do que o trajeto até Portugal) compensassem pelo lucro.

## Antecedentes
Durante os primeiros anos da colonização do Brasil, apenas regiões ao longo do litoral haviam sido conquistadas. Diferente do que acontecia nas outras capitanias, a capitania de São Vicente, propriedade de Martim Afonso, não se adaptou aos costumes do propriedade rural e, a partir da integração entre forasteiros e nativos, recorreu ao movimento para se consolidar. Além disso, por estarem distantes dos centros de consumo, a compra de negros africanos era mais complicada aos paulistas, que recorreram ao interior para conquistar mão de obra indígena. Um dos benefícios da distancia da Metrópole para a capitania que originou São Paulo foi a adaptabilidade: diferente dos europeus, que implantaram sua realidade em solo brasileiro, os habitantes da capitania de São Vicente usaram o conhecimento da terra e da região ensinado pelos índios para tomar posse.
Os indígenas guiavam os europeus por caminhos que já percorriam antes da colonização. Um exemplo disso é o fato dos Carijós do Guairá plantarem uma variedade de gramíneas em suas estradas para impedir que os caminhos se obstruíssem. Apesar de terem que se adaptar ao desconforto com que os índios exploravam, como ficar descalços e andar em "fila índia", os europeus encontraram refúgios pelos trajetos, já que os índios costumavam deixar apetrechos em lugares estratégicos, como lanças em regiões propicias a caça ou barcos onde haviam rios. Depois de um tempo, esses lugares se tornaram pousos.
Alguns europeus, que não aguentavam aos caminhos primitivos, recorriam a um tipo de veículo rudimentar: redes carregadas por índios. Esse transporte também conotava uma superioridade e liderança diante do resto do grupo e, com o afastamento da civilização, acabava sendo inutilizado. Quando começaram a se deparar com rios maiores, enxergaram ali um obstáculo que, com o passar do tempo, se apresentou como novos caminhos. Embora não fossem a via mais comum de penetração do continente, os rios deixaram de ter um simples papel de acessório.

## Transporte fluvial

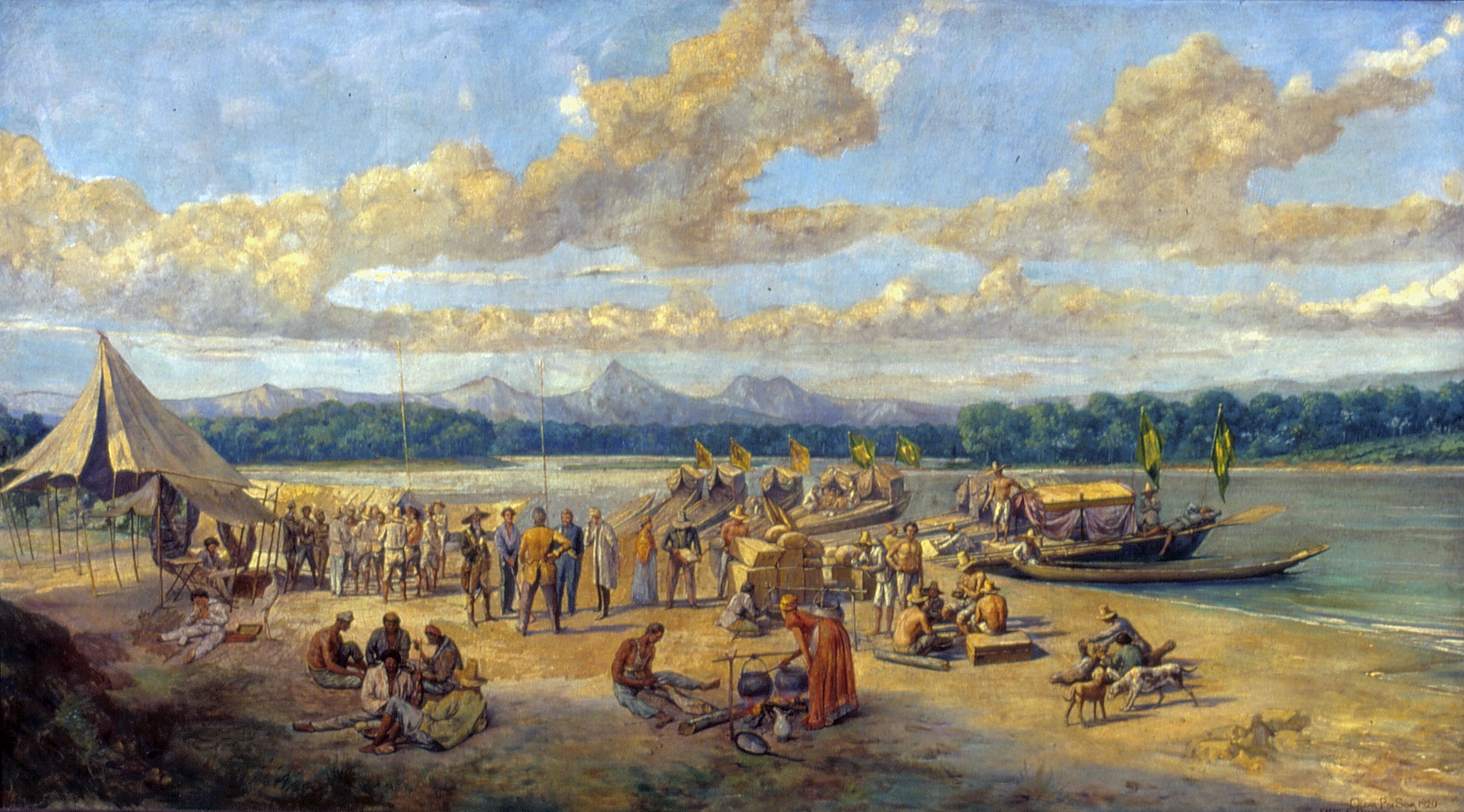
"9º Encontro de Monções no Sertão", quadro de Oscar Pereira da Silva.

Apesar da extensa rede hidrográfica, os rios brasileiros apresentam diversas dificuldades ao serem navegados. Na região em que se realizaram as monções, raramente os cursos da água constituiam meio ideal de comunicação. Tais obstáculos só puderam ser ultrapassados com os aparatos já utilizados pelos nativos. Um exemplo é o uso da canoa de casca, especialmente indicada para os rios encachoeirados. Sua produção não apresentava nenhuma dificuldade e, como as margens dos rios eram sempre cheias de árvores, nunca faltava o material necessário. Nas áreas banhadas pelo Rio Madeira, esse era o único tipo de embarcação utilizado. A facilidade em se construir essas embarcações permitia que elas fossem abandonadas ao longo do trajeto, aonde quer que se tornassem inúteis. Os antigos paulistas costumavam largar suas canoas em lugares de mais difícil acesso e fabricá-las novamente quando necessário. Na falta de material para construção dessas canoas, os exploradores recorriam a construção de jangadas a partir de paus roliços.
Além disso, os sertanistas não viam os rios como melhor caminho. Igual a montanhas e a florestas espessas, os rios eram vistos como empecilhos. Em Minas Gerais, os rios quase sempre corriam transversalmente às estradas. Diversas vezes, recorriam a construção de pinguelas, que são pontes improvisadas com troncos, que não sobreviviam a fortes chuvas. Quando o rio não era muito profundo, os sertanistas preferiam atravessa-lo andando, mesmo que tivessem com a água batendo no peito.
Outro tipo de transporte foi utilizado pelos grupos de Martim de Sá, Raposo Tavares e Fernão Dias. Chamadas de jangadas, as embarcações eram muito diferentes das jangadas ainda utilizadas no litoral nordestino, não passavam de feixes de cana atadas por cipós. O modo de se locomover, além de desconfortável, era muito lento, já que dependia da correnteza dos rios.
As canoas usadas nas monções paulistas tinham entre 12 e 13 metros de comprimento por um metro e meio de largura. A variedade nas dimensões eram decorrentes do tipo de vegetação disponível onde ocorria a expedição. Além dessas características, as canoas costumavam afinar nas bordas e não serem muito profundas, apenas 5 a 6 centímetros de espessura. Para aumentar a segurança, os construtores aumentavam a borda com uma faixa de madeira, o que se chamava "bordar a canoa". Essa embarcação tinha a capacidade de carregar entre 3.600 e 4.800 quilos de carga e transportava um máximo de 10 pessoas, sem incluir os responsáveis pela navegação, como piloto e remadores.
Os caminhos das monções obrigavam os exploradores a navegar mais de 3.500 quilômetros pelos rios das bacias Paraná e Paraguai. Entre elas, havia um pequeno caminho a ser percorrido por terra, em Camapuã, e durante os 14 quilômetros as embarcações eram arrastadas. O trajeto era feito na seguinte sequencia de rios: Tietê, Paraná, Pardo, Camapuã, Coxim, Taquari, Paraguai, Porrudos e Cuiabá. A partir do rio Paraná, a corrente era quase sempre contrária aos navegantes, quando precisavam utilizar remos. Os rios tinham quedas d'água e outros empecilhos que as vezes obrigavam os navegante a escaparem das dificuldades por terra, como acontecia em Santana do Parnaíba, onde ficava localizada a parte mais acidentada do rio Tietê, obrigando os exploradores a percorrer a pé um trajeto até Araritaguaba (atual Porto Feliz-SP). Essas dificuldades faziam com que o tempo de viagem variasse entre quatro e seis meses. Os rios entraram em desuso com o declínio na produção das minas e a abertura pela via terrestre, chamada de Caminho de Goiás.
Entre outras dificuldades enfrentadas pelos viajantes, estavam os ataques dos indígenas guaicurus e os paiaguás. Estes últimos eram exímios nadadores, e causaram muitos transtornos aos moncioneiros. Nas palavras de Lucas Figueiredo:
Escondidos na mata e nas margens dos rios, com os corpos inteiramente pintados e as cabeças enfeitadas com penas, eles acompanhavam os combiois, sem serem notados. Assim que suas vítimas alcançavam um ponto propício para o ataque, centenas de índios se punham na água com suas velozes canoas, de três a quatro lugares, e investiam contra as monções. Ao som de berros horripilantes, lançavam flechas e azagaias e desferiam golpes de porrete. Quando porventura havia reação com disparo de armas de fogo, os paiaguás inclinavam suas canoas, fazendo-as de escudo. Os selvagens sabiam que, de quando em quando, seus inimigos eram obrigados a carregar suas pistolas ou arcabuzes, e era nesse momento que os paiaguás endireitavam as embarcações e desferiam nova saraivada de flechas e azagaias. Para desnortear seus oponentes, os índios tinham outro recurso: afundar as próprias canoas, enchendo-as de água, para logo em seguida fazê-las emergir novamente noutro ponto do rio— Figueiredo, Lucas (15 de agosto de 2012). Boa Ventura!: A corrida do ouro no Brasil (1697-1810). [S.l.]: Editora Record. p. 205

## Cronologia
- 1718 - Pascoal Moreira Cabral encontrou ouro pela primeira vez no rio Cuiabá.
- 1720 - Partida de monção com quatro comboios, dos quais apenas dois chegam às minas de Cuiabá, um deles com gentes e carga de Antônio de Almeida Lara.
- 1722 - Miguel Sutil encontra ouro em seu sítio, que se tornaria a maior mina de Cuiabá.
- 1726 - Viagem de ida do governador e capitão-general da capitania de São Paulo, dom Rodrigo César de Meneses (1721-1727), acompanhado por 3 000 pessoas.
- 1728 - Novas minas de ouro são encontrado onde hoje é o estado do Mato Grosso.